# Фраксинет
Фраксине́т (лат. Fraxinetum, араб. جبل القِلال‎ — Jabal al-Qilāl; 888—972) — небольшая, но стратегически важная база мусульманских пиратов «Варварского берега» и мусульманской Испании в средневековом Провансе. Джабаль-аль-Киляль, или Фраксинет (по названию его крупнейшей крепости) занимал прибрежную полосу и ряд внутренних районов на так называемом Маврском плато между оставшимися под контролем христиан более крупными городами Марсель и Ницца.
Наряду с грабежом и работорговлей, арабы возродили агрономию и сельское хозяйство, а также торговлю предметами роскоши, то есть те отрасли экономики, которые пришли в упадок после падения Римской империи. Фраксинет был полностью уничтожен бургундско-провансальской армией христиан в 972 году в ходе процесса Реконкисты.
По оценкам некоторых историков, торговые и социально-экономические контакты, зародившиеся в этот период между населением Прованса и странами Магриба, позднее пригодились для установления французской власти в Алжире, Тунисе и Марокко.

## Основание
Пиратская база во Фраксинете, предположительно, была основана в 888—889 годах двадцатью двуязычными мувалладами из мусульманской Испании (из Печины близ города Альмерия), которые прибыли в залив Сан-Тропе. Центром территории стала крепость, возведённая арабскими пиратами близ современного Ла-Гард-Френе. Постепенно владения мусульман расширились, не в последнюю очередь благодаря поддержке местного романоязычного населения, которых власть арабов тяготила менее власти германских феодалов Нижней Бургундии. В начале X века пиратский эмират включил посёлок Сан-Тропе (ныне знаменитый город-курорт) и поселение Раматюэль (топоним предположительно арабского происхождения), контролируя важные альпийские перевалы и совершая грабительские вылазки по морю и суше. Маврское плато Прованса также получило своё название в этот период. 
Джабаль-аль-Киляль занимал маргинальное положение и его позиции в Европе всегда были шаткими. Тем не менее, ему удалось просуществовать 85 лет благодаря поддержке целой сети пиратских владений мусульман, сложившихся в западном Средиземноморье, куда помимо Фраксинета входили Балеарские острова, Корсика, Западная Сардиния и другие пиратские базы и группировки в портах Магриба и Испании.

## Расцвет и падение
Финансовое могущество Джабаль-аль-Киляля держалось в первую очередь на работорговле, приносившей огромные прибыли. По этой причине отношение к нему у разных европейских народов было различным. Если близлежащие феодалы Франции страдали от набегов мусульман и стремились противостоять исламизации, то немецкие князья Регенсбурга, Праги и Вердена наоборот, сотрудничали с мусульманскими купцами, продавая им захваченных славян, становившимися рабами-сакалиба. 
Рассвет Фраксинета пришёлся на 952—960 годы, когда мусульмане фактически контролировали торговые пути до Савойи и Швейцарии (в том числе перевал Большой Сен-Бернар), Марселя, Ниццы и Гренобля. Но постепенное расширение и укрепление Священной Римской империи в 960-е годы положило конец мусульманской власти на юге Франции, поскольку теперь территориальные и политические интересы германских феодалов вступили в прямой конфликт с арабами. Осенью 972 года объединённая армия христиан буквально стёрла с земли бывший Фраксинет. С суши наступали бургундцы и провансальцы, а выход в море закрыл византийский флот, который до этого в целом поддерживал мусульман в борьбе с «латинянами», но на этот раз сжёг мусульманские корабли знаменитым «греческим огнём». Оставшиеся в живых мусульмане были проданы в рабство, а их крепости разрушены до основания.